# Islands filmhistoria
Den isländska filmen har, med hänsyn till Islands storlek, den senaste tiden haft en relativt framgångsrik filmindustri. Några kända skådespelare är Ingvar Eggert Sigurðsson och Hilmir Snær Guðnason. Samproduktioner med andra länder har nästan alltid varit mer regel än undantag, inkomsterna från enbart isländska biobesökare skulle helt enkelt inte kunna betala en större produktion. Med svenskt stöd har Island bland annat gjort Salka Valka (1954), efter Halldór Laxness roman. Det var först i och med starten av isländsk TV 1966 och grundandet av Islands Filmfond 1979 som skapade förutsättningar för en självständig filmproduktion.    
Bland filmer som uppmärksammats utomlands kan nämnas komedin 101 Reykjavík (2000, regisserad av Baltasar Kormákur). Kormákur har även regisserat filmerna Hafið (2002) och A Little Trip to Heaven (2005, med ekonomiskt stöd från USA).

## Isländska skådespel/are-erskor
- Ágústa Eva Erlendsdóttir
- Baltasar Kormákur
- Berglind Icey
- Björk
- Eyþór Guðjónsson
- Gunnar Hansen
- Heida Reed
- Hera Hilmar
- Hilmir Snær Guðnason
- María Ellingsen
- Peter Ronson
- Stefán Karl Stefánsson

## Isländska regissörer

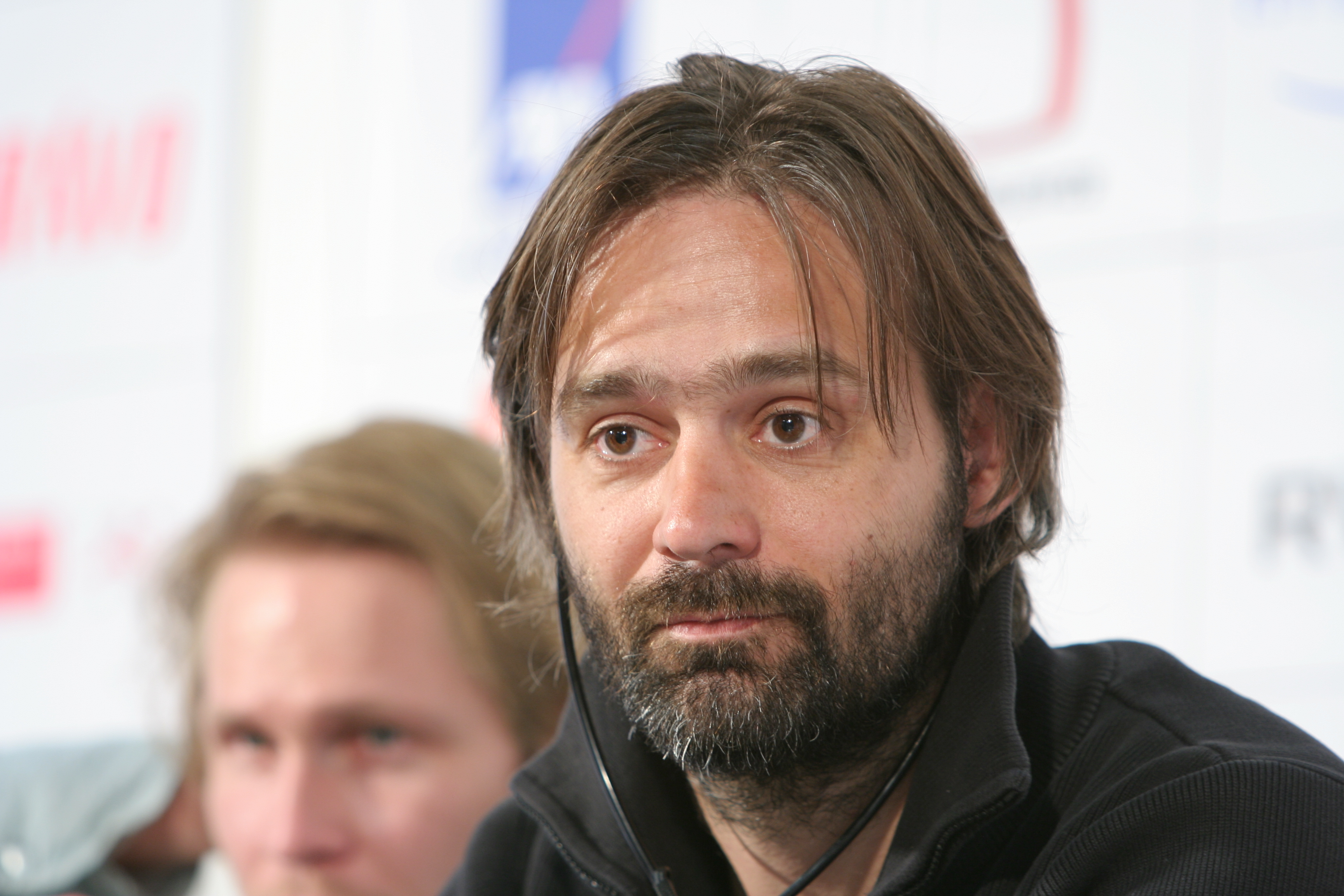
Den isländske regissören Baltasar Kormákur.

- Baltasar Kormákur
- Dagur Kári
- Robert Ingi Douglas
- Friðrik Þór Friðriksson
- Hrafn Gunnlaugsson
- Jon Gustafsson
- Olaf de Fleur